# 恵勝寺
恵勝寺（えしょうじ）は、徳島県徳島市に位置する寺院である。阿波西国三十三観音霊場12番札所。本尊は如意輪観音。宗派は臨済宗妙心寺派。

## 歴史
- 慶長2年（1597年） - 安久寺と称し創建。
- 寛文9年（1669年） - 興源寺の頑叟和尚がその荒廃せるを再興し、名を恵勝寺と改めた。

## 前後の札所
阿波西国三十三観音霊場
11 天光寺 ---- 12 恵勝寺 ---- 13 正因寺

## 交通
- JR徳島駅前より徳島市営バス中島行き（終点）下車、徒歩約15分。